# V558 Возничего
V558 Возничего (лат. V558 Aurigae) — одиночная переменная звезда в созвездии Возничего на расстоянии (вычисленном из значения параллакса) приблизительно 4972 световых лет (около 1524 парсеков) от Солнца. Видимая звёздная величина звезды — от +11,8m до +11,2m.

## Характеристики
V558 Возничего — красная пульсирующая полуправильная переменная звезда (SR:) спектрального класса M. Эффективная температура — около 3295 K.